# Crystal Castles (2008)
Crystal Castles is het debuutalbum van de Canadese band Crystal Castles, een duo uit Toronto dat elektronische muziek maakt. Het album kwam uit op 18 maart 2007. Oorspronkelijk stond op de hoes van de cd een afbeelding van Madonna met een blauw oog, een foto van Trevor Brown, maar de band had hiervoor naar verluidt niet de auteursrechten en moest een andere kiezen.

## Lijst van nummers
| Nr. | Titel                   | Muziek                            | Duur |
| --- | ----------------------- | --------------------------------- | ---- |
| 1.  | Untrust Us              | Ethan Kath, Death from Above 1979 | 3:05 |
| 2.  | Alice Practice          | Kath, Alice Glass                 | 2:42 |
| 3.  | Crimewave               | Crystal Castles vs. Health        | 4:18 |
| 4.  | Magic Spells            | Kath, Grandmaster Flash           | 6:07 |
| 5.  | xxzxcuzx Me             | Kath, Glass                       | 1:53 |
| 6.  | Air War                 | Ethan Kath                        | 4:12 |
| 7.  | Courtship Dating        | Kath, Glass, Health               | 3:30 |
| 8.  | Good Time               | Kath, Drinking Electricity        | 2:54 |
| 9.  | 1991                    | Kath                              | 1:53 |
| 10. | Vanished                | Kath, Van She                     | 4:02 |
| 11. | Knights                 | Kath                              | 3:13 |
| 12. | Love and Caring         | Kath, Glass, Covox                | 2:18 |
| 13. | Through the Hosiery     | Kath, Glass                       | 3:07 |
| 14. | Reckless                | Kath                              | 3:28 |
| 15. | Black Panther           | Kath, Glass                       | 2:56 |
| 16. | Tell Me What to Swallow | Kath, Glass                       | 2:14 |

## Voetnoten
- Het nummer Untrust Us bevat samples van het nummer Dead Womb van Death from Above 1979.
- Het nummer Crimewave is een samenwerking met Health.
- Het nummer Magic Spells bevat quotes uit de televisieserie V.
- Het nummer Courtship Dating bevat samples uit het nummer Courtship van Health.
- Het nummer Vanished is een remix van het nummer Sex City van Van She
- Het nummer Air War bevat de tekst van een passage uit James Joyce' Ulysses.